# Bernard Garcia
Bernard Garcia (Marsella, 16 de abril de 1971) es un piloto de motociclismo de velocidad francés, que compitió regularmente en el Campeonato Mundial de Motociclismo desde 1993 hasta 1999. Su mejor temporada fue 1996 cuando finalizó noveno en la clasificación general de Thunderbike Trophy.

## Biografía
Después de haber iniciado a competir en el mundo del motociclismo en 1988 en la categoría de minimoto, ganando el Campeonato Europeo de velocidad llegando en noveno lugar en 1991 y ganando una wildcar por Campeonato del Mundo de Motociclismo de 1992.
En cuanto a las competiciones Mundial, García hizo su debut en el 1993 alternando la conducción de la ROC Yamaha y la Yamaha en la categoría de 500cc y siguió compitiendo en la misma cilindrada hasta 1999 mientras disminuye el número de presencias en el campeonato de año en año.
Entre otras competiciones que ha participado, disputó el Campeonato Mundial de Supersport del 1997 con una Honda CBR 600F y dos carrera con la Ducati 748, acabando en la posición 24.º de la clasificación general.
Se retiró de la actividad motociclista en 2001, aunque ha continuado en el mundo del motor creando una escuela de pilotaje junto a su hermano, el también piloto Marc.

## Resultados en el Campeonato del Mundo
Sistema de puntuación de 1993 hasta 2022:
| Posición | 1.º | 2.º | 3.º | 4.º | 5.º | 6.º | 7.º | 8.º | 9.º | 10.º | 11.º | 12.º | 13.º | 14.º | 15.º |
| Puntos   | 25  | 20  | 16  | 13  | 11  | 10  | 9   | 8   | 7   | 6    | 5    | 4    | 3    | 2    | 1    |

### Carreras por año
| Año  | Categoría          | Moto                | 1      | 2       | 3       | 4       | 5       | 6      | 7      | 8       | 9       | 10      | 11      | 12      | 13      | 14    | 15    | 16    | Pts. | Pos  |
| ---- | ------------------ | ------------------- | ------ | ------- | ------- | ------- | ------- | ------ | ------ | ------- | ------- | ------- | ------- | ------- | ------- | ----- | ----- | ----- | ---- | ---- |
| 1993 | 500cc              | ROC Yamaha / Yamaha | AUS 12 | MAL Ret | JPN Ret | ESP -   | AUT 23  | GER 10 | NED 11 | EUR Ret | RSM 11  | GBR 13  | CZE 11  | ITA 13  | USA Ret | FIM 7 |       |       | 40   | 16.º |
| 1994 | 500cc              | ROC Yamaha          | AUS 11 | MAL Ret | JPN 11  | ESP Ret | AUT -   | GER 9  | NED 10 | ITA 8   | FRA Ret | GBR 9   | CZE 13  | USA 12  | ARG 12  | EUR 9 |       |       | 56   | 11.º |
| 1995 | 500cc              | ROC Yamaha          | AUS 13 | MAL 10  | JPN 5   | ESP Ret | GER 17  | ITA 13 | NED 11 | FRA Ret | GBR 9   | CZE 13  | BRA Ret | ARG 12  | EUR 11  |       |       |       | 41   | 14.º |
| 1996 | Thunderbike Trophy | Honda               |        |         |         | ESP 4   | ITA Ret | FRA 2  | NED 7  | GER Ret | GBR Ret | AUT Ret | CZE 6   |         | CAT Ret |       |       |       | 52   | 9.º  |
| 1997 | 500cc              | Honda               | MAL -  | JPN -   | SPA -   | ITA -   | AUT -   | FRA 17 | NED 11 | IMO Ret | GER 14  | BRA -   | GBR -   | CZE -   | CAT -   | INA - | AUS - |       | 7    | 26.º |
| 1998 | 500cc              | Honda               | JPN -  | MAL -   | SPA -   | ITA -   | FRA -   | MAD -  | NED 15 | GBR 11  | GER 12  | CZE -   | IMO Ret | CAT -   | AUS -   | ARG - |       |       | 10   | 24.º |
| 1999 | 500cc              | Muz Weber           | MAL -  | JPN -   | SPA -   | FRA -   | ITA -   | CAT -  | NED -  | GBR -   | GER -   | CZE -   | IMO Ret | VAL DNQ | AUS -   | RSA - | BRA - | ARG - | 0    | -    |

| Color     | Resultado                                                               |
| --------- | ----------------------------------------------------------------------- |
| Oro       | Ganador                                                                 |
| Plata     | 2.ª plaza                                                               |
| Bronce    | 3.ª plaza                                                               |
| Verde     | Finalizó en los puntos                                                  |
| Azul      | Finalizó sin puntos                                                     |
| Azul      | NC - No clasificado                                                     |
| Violeta   | Ret - No terminó (Carrera)                                              |
| Rojo      | DNQ - No se clasificó                                                   |
| Negro     | DSQ - Descalificado                                                     |
| Blanco    | DNS - No empezó (carrera)                                               |
| Blanco    | WD - Retirado (fin de semana)                                           |
| Blanco    | C - Carrera cancelada                                                   |
| Sin color | DNP - Inscrito pero no participó                                        |
| Sin color | INJ - Lesionado                                                         |
| Sin color | EX - Excluido                                                           |
| Estado    | Resultado                                                               |
| Negrita   | Pole position                                                           |
| Cursiva   | Vuelta rápida                                                           |
| †         | Abandona, pero clasifica al completar el porcentaje requerido para ello |